# Commissari del re e della regina nel Flevoland
Il Commissario del re/della regina nel Flevoland è il capo del governo e degli Stati provinciali della provincia olandese del Flevoland.

## Elenco
| Immagine | Immagine | Commissario del re e della regina | Mandato          | Mandato         | Partito            |
| -------- | -------- | --------------------------------- | ---------------- | --------------- | ------------------ |
|          |          | Han Lammers                       | 1º gennaio 1986  | 1º ottobre 1996 | Partito del Lavoro |
|          |          | Michel Jager                      | 16 ottobre 1996  | 1º ottobre 2008 | Democratici 66     |
|          |          | Leen Verbeek                      | 1º novembre 2008 | in carica       | Partito del Lavoro |